# Vườn quốc gia Millstream-Chichester
Vườn quốc gia Millstream-Chichester là một vườn quốc gia ở Tây Úc, Úc.